# Cuori agitati
Cuori agitati è l'album d'esordio del cantautore italiano Eros Ramazzotti, pubblicato il 9 febbraio 1985. Dopo circa un anno dalla sua pubblicazione, l'album ha superato le 400 000 copie vendute in Italia. Da esso venne estratto il singolo di copertina Una storia importante (Extended Version e 45 giri) mentre il singolo dell'anno precedente, Terra promessa, è presente solo su cd.

## Tracce
LP e CD
1. Cuori agitati – 3:47 (testo: Eros Ramazzotti, Adelio Cogliati – musica: Eros Ramazzotti, Piero Cassano)
2. Respiro nel blu – 3:40 (testo: Eros Ramazzotti, Adelio Cogliati – musica: Eros Ramazzotti, Piero Cassano)
3. Buongiorno bambina – 4:15 (testo: Eros Ramazzotti – musica: Eros Ramazzotti, Piero Cassano)
4. Ora – 3:48 (testo: Eros Ramazzotti, Adelio Cogliati – musica: Eros Ramazzotti, Piero Cassano)
5. Volare navigare camminare – 3:50 (testo: Eros Ramazzotti, Adelio Cogliati – musica: Eros Ramazzotti, Piero Cassano)
6. Una storia importante – 4:11 (testo: Eros Ramazzotti, Adelio Cogliati – musica: Eros Ramazzotti, Piero Cassano)
7. Quando l'amore – 4:02 (testo: Eros Ramazzotti, Adelio Cogliati – musica: Eros Ramazzotti, Piero Cassano)
8. Dritto per quell'unica via – 3:57 (testo: Eros Ramazzotti, Adelio Cogliati – musica: Eros Ramazzotti, Piero Cassano)
9. Libertà libertà – 3:52 (Eros Ramazzotti)
10. Terra promessa [presente solo nella versione CD] – 3:45 (testo: Eros Ramazzotti, Alberto Salerno – musica: Eros Ramazzotti, Renato Brioschi)

Durata totale: 39:07

## Formazione
- Eros Ramazzotti – voce, cori
- Roberto Costa, Stefano Cerri – basso
- Giovanni Pezzoli – batteria
- Paolo Gianolio, Claudio Bazzari, – chitarra
- Piero Cairo, Danilo Madonia, Aldo Banfi, Gaetano Leandro, Serse May – tastiera
- Bruno Bergonzi, Alfredo Golino – batteria
- Amedeo Bianchi – sax
- Rossana Casale, Betty Maineri, Lalla Francia, Marco Ferradini, Silvano Fossati, Silvio Pozzoli – cori